# Danh sách tiểu hành tinh: 4501–4600
| Tên                   | Tên đầu tiên | Ngày phát hiện       | Nơi phát hiện           | Người phát hiện                                        |
| --------------------- | ------------ | -------------------- | ----------------------- | ------------------------------------------------------ |
| 4501 Eurypylos        | 1989 CJ3     | 4 tháng 2 năm 1989   | La Silla                | E. W. Elst                                             |
| 4502 Elizabethann     | 1989 KG      | 29 tháng 5 năm 1989  | Palomar                 | H. E. Holt                                             |
| 4503 Cleobulus        | 1989 WM      | 28 tháng 11 năm 1989 | Palomar                 | C. S. Shoemaker                                        |
| 4504 Jenkinson        | 1989 YO      | 21 tháng 12 năm 1989 | Siding Spring           | R. H. McNaught                                         |
| 4505 Okamura          | 1990 DV1     | 20 tháng 2 năm 1990  | Geisei                  | T. Seki                                                |
| 4506 Hendrie          | 1990 FJ      | 24 tháng 3 năm 1990  | Stakenbridge            | B. G. W. Manning                                       |
| 4507                  | 1990 FV      | 19 tháng 3 năm 1990  | Fujieda                 | H. Shiozawa, M. Kizawa                                 |
| 4508 Takatsuki        | 1990 FG1     | 27 tháng 3 năm 1990  | Kitami                  | K. Endate, K. Watanabe                                 |
| 4509 Gorbatskij       | A917 SG      | 23 tháng 9 năm 1917  | Crimea-Simeis           | S. Beljavskij                                          |
| 4510 Shawna           | 1930 XK      | 13 tháng 12 năm 1930 | Flagstaff               | C. W. Tombaugh                                         |
| 4511 Rembrandt        | 1935 SP1     | 28 tháng 9 năm 1935  | Johannesburg            | H. van Gent                                            |
| 4512 Sinuhe           | 1939 BM      | 20 tháng 1 năm 1939  | Turku                   | Y. Väisälä                                             |
| 4513 Louvre           | 1971 QW1     | 30 tháng 8 năm 1971  | Nauchnij                | T. M. Smirnova                                         |
| 4514 Vilen            | 1972 HX      | 19 tháng 4 năm 1972  | Nauchnij                | T. M. Smirnova                                         |
| 4515 Khrennikov       | 1973 SD6     | 28 tháng 9 năm 1973  | Nauchnij                | N. S. Chernykh                                         |
| 4516 Pugovkin         | 1973 SN6     | 28 tháng 9 năm 1973  | Nauchnij                | N. S. Chernykh                                         |
| 4517 Ralpharvey       | 1975 SV      | 30 tháng 9 năm 1975  | Palomar                 | S. J. Bus                                              |
| 4518 Raikin           | 1976 GP3     | 1 tháng 4 năm 1976   | Nauchnij                | N. S. Chernykh                                         |
| 4519 Voronezh         | 1976 YO4     | 18 tháng 12 năm 1976 | Nauchnij                | N. S. Chernykh                                         |
| 4520 Dovzhenko        | 1977 QJ3     | 22 tháng 8 năm 1977  | Nauchnij                | N. S. Chernykh                                         |
| 4521 Akimov           | 1979 FU2     | 29 tháng 3 năm 1979  | Nauchnij                | N. S. Chernykh                                         |
| 4522 Britastra        | 1980 BM      | 22 tháng 1 năm 1980  | Anderson Mesa           | E. Bowell                                              |
| 4523 MIT              | 1981 DM1     | 28 tháng 2 năm 1981  | Siding Spring           | S. J. Bus                                              |
| 4524 Barklajdetolli   | 1981 RV4     | 8 tháng 9 năm 1981   | Nauchnij                | L. V. Zhuravleva                                       |
| 4525 Johnbauer        | 1982 JB3     | 15 tháng 5 năm 1982  | Palomar                 | E. F. Helin, E. M. Shoemaker, P. D. Wilder             |
| 4526 Konko            | 1982 KN1     | 22 tháng 5 năm 1982  | Kiso                    | H. Kosai, K. Hurukawa                                  |
| 4527 Schoenberg       | 1982 OK      | 24 tháng 7 năm 1982  | Anderson Mesa           | E. Bowell                                              |
| 4528 Berg             | 1983 PP      | 13 tháng 8 năm 1983  | Anderson Mesa           | E. Bowell                                              |
| 4529 Webern           | 1984 ED      | 1 tháng 3 năm 1984   | Anderson Mesa           | E. Bowell                                              |
| 4530 Smoluchowski     | 1984 EP      | 1 tháng 3 năm 1984   | Anderson Mesa           | E. Bowell                                              |
| 4531 Asaro            | 1985 FC      | 20 tháng 3 năm 1985  | Palomar                 | C. S. Shoemaker                                        |
| 4532 Copland          | 1985 GM1     | 15 tháng 4 năm 1985  | Anderson Mesa           | E. Bowell                                              |
| 4533 Orth             | 1986 EL      | 7 tháng 3 năm 1986   | Palomar                 | C. S. Shoemaker                                        |
| 4534 Rimskij-Korsakov | 1986 PV4     | 6 tháng 8 năm 1986   | Nauchnij                | N. S. Chernykh                                         |
| 4535 Adamcarolla      | 1986 QV2     | 28 tháng 8 năm 1986  | La Silla                | H. Debehogne                                           |
| 4536 Drewpinsky       | 1987 DA6     | 22 tháng 2 năm 1987  | La Silla                | H. Debehogne                                           |
| 4537 Valgrirasp       | 1987 RR3     | 2 tháng 9 năm 1987   | Nauchnij                | L. I. Chernykh                                         |
| 4538                  | 1988 TP      | 10 tháng 10 năm 1988 | Toyota                  | K. Suzuki                                              |
| 4539 Miyagino         | 1988 VU1     | 8 tháng 11 năm 1988  | Ayashi Station          | M. Koishikawa                                          |
| 4540 Oriani           | 1988 VY1     | 6 tháng 11 năm 1988  | Bologna                 | Osservatorio San Vittore                               |
| 4541 Mizuno           | 1989 AF      | 1 tháng 1 năm 1989   | Toyota                  | K. Suzuki, T. Furuta                                   |
| 4542 Mossotti         | 1989 BO      | 30 tháng 1 năm 1989  | Bologna                 | Osservatorio San Vittore                               |
| 4543 Phoinix          | 1989 CQ1     | 2 tháng 2 năm 1989   | Palomar                 | C. S. Shoemaker                                        |
| 4544 Xanthus          | 1989 FB      | 31 tháng 3 năm 1989  | Palomar                 | H. E. Holt, N. G. Thomas                               |
| 4545                  | 1989 SB11    | 28 tháng 9 năm 1989  | La Silla                | H. Debehogne                                           |
| 4546 Franck           | 1990 EW2     | 2 tháng 3 năm 1990   | La Silla                | E. W. Elst                                             |
| 4547 Massachusetts    | 1990 KP      | 16 tháng 5 năm 1990  | JCPM Sapporo            | K. Endate, K. Watanabe                                 |
| 4548 Wielen           | 2538 P-L     | 24 tháng 9 năm 1960  | Palomar                 | C. J. van Houten, I. van Houten-Groeneveld, T. Gehrels |
| 4549 Burkhardt        | 1276 T-2     | 29 tháng 9 năm 1973  | Palomar                 | C. J. van Houten, I. van Houten-Groeneveld, T. Gehrels |
| 4550 Royclarke        | 1977 HH1     | 24 tháng 4 năm 1977  | Palomar                 | S. J. Bus                                              |
| 4551 Cochran          | 1979 MC      | 28 tháng 6 năm 1979  | Anderson Mesa           | E. Bowell                                              |
| 4552 Nabelek          | 1980 JC      | 11 tháng 5 năm 1980  | Kleť                    | A. Mrkos                                               |
| 4553 Doncampbell      | 1982 RH      | 15 tháng 9 năm 1982  | Anderson Mesa           | E. Bowell                                              |
| 4554 Fanynka          | 1986 UT      | 28 tháng 10 năm 1986 | Kleť                    | A. Mrkos                                               |
| 4555                  | 1987 QL      | 24 tháng 8 năm 1987  | Palomar                 | S. Singer-Brewster                                     |
| 4556 Gumilyov         | 1987 QW10    | 27 tháng 8 năm 1987  | Nauchnij                | L. G. Karachkina                                       |
| 4557 Mika             | 1987 XD      | 14 tháng 12 năm 1987 | Kitami                  | M. Yanai, K. Watanabe                                  |
| 4558 Janesick         | 1988 NF      | 12 tháng 7 năm 1988  | Palomar                 | A. Maury, J. Mueller                                   |
| 4559 Strauss          | 1989 AP6     | 11 tháng 1 năm 1989  | Tautenburg Observatory  | F. Börngen                                             |
| 4560 Klyuchevskij     | 1976 YD2     | 16 tháng 12 năm 1976 | Nauchnij                | L. I. Chernykh                                         |
| 4561 Lemeshev         | 1978 RY5     | 13 tháng 9 năm 1978  | Nauchnij                | N. S. Chernykh                                         |
| 4562 Poleungkuk       | 1979 UD2     | 21 tháng 10 năm 1979 | Nanking                 | Purple Mountain Observatory                            |
| 4563 Kahnia           | 1980 OG      | 17 tháng 7 năm 1980  | Anderson Mesa           | E. Bowell                                              |
| 4564 Clayton          | 1981 ET16    | 6 tháng 3 năm 1981   | Siding Spring           | S. J. Bus                                              |
| 4565 Grossman         | 1981 EZ17    | 2 tháng 3 năm 1981   | Siding Spring           | S. J. Bus                                              |
| 4566 Chaokuangpiu     | 1981 WM4     | 27 tháng 11 năm 1981 | Nanking                 | Purple Mountain Observatory                            |
| 4567 Bečvář           | 1982 SO1     | 17 tháng 9 năm 1982  | Kleť                    | M. Mahrová                                             |
| 4568 Menkaure         | 1983 RY3     | 2 tháng 9 năm 1983   | Anderson Mesa           | N. G. Thomas                                           |
| 4569 Baerbel          | 1985 GV1     | 15 tháng 4 năm 1985  | Palomar                 | C. S. Shoemaker                                        |
| 4570 Runcorn          | 1985 PR      | 14 tháng 8 năm 1985  | Anderson Mesa           | E. Bowell                                              |
| 4571 Grumiaux         | 1985 RY3     | 8 tháng 9 năm 1985   | La Silla                | H. Debehogne                                           |
| 4572 Brage            | 1986 RF      | 8 tháng 9 năm 1986   | Đài thiên văn Brorfelde | P. Jensen                                              |
| 4573 Piešťany         | 1986 TP6     | 5 tháng 10 năm 1986  | Piwnice                 | M. Antal                                               |
| 4574 Yoshinaka        | 1986 YB      | 20 tháng 12 năm 1986 | Ojima                   | T. Niijima, T. Urata                                   |
| 4575 Broman           | 1987 ME1     | 26 tháng 6 năm 1987  | Palomar                 | E. F. Helin                                            |
| 4576 Yanotoyohiko     | 1988 CC      | 10 tháng 2 năm 1988  | Chiyoda                 | T. Kojima                                              |
| 4577 Chikako          | 1988 WG      | 30 tháng 11 năm 1988 | Yatsugatake             | Y. Kushida, M. Inoue                                   |
| 4578 Kurashiki        | 1988 XL1     | 7 tháng 12 năm 1988  | Geisei                  | T. Seki                                                |
| 4579 Puccini          | 1989 AT6     | 11 tháng 1 năm 1989  | Tautenburg Observatory  | F. Börngen                                             |
| 4580 Child            | 1989 EF      | 4 tháng 3 năm 1989   | Palomar                 | E. F. Helin                                            |
| 4581 Asclepius        | 1989 FC      | 31 tháng 3 năm 1989  | Palomar                 | H. E. Holt, N. G. Thomas                               |
| 4582 Hank             | 1989 FW      | 31 tháng 3 năm 1989  | Palomar                 | C. S. Shoemaker                                        |
| 4583 Lugo             | 1989 RL4     | 1 tháng 9 năm 1989   | Smolyan                 | Bulgarian National Observatory                         |
| 4584 Akan             | 1990 FA      | 16 tháng 3 năm 1990  | Kushiro                 | M. Matsuyama, K. Watanabe                              |
| 4585 Ainonai          | 1990 KQ      | 16 tháng 5 năm 1990  | Kitami                  | K. Endate, K. Watanabe                                 |
| 4586 Gunvor           | 6047 P-L     | 24 tháng 9 năm 1960  | Palomar                 | C. J. van Houten, I. van Houten-Groeneveld, T. Gehrels |
| 4587 Rees             | 3239 T-2     | 30 tháng 9 năm 1973  | Palomar                 | C. J. van Houten, I. van Houten-Groeneveld, T. Gehrels |
| 4588 Wislicenus       | 1931 EE      | 13 tháng 3 năm 1931  | Heidelberg              | M. F. Wolf                                             |
| 4589 McDowell         | 1933 OB      | 24 tháng 7 năm 1933  | Heidelberg              | K. Reinmuth                                            |
| 4590 Dimashchegolev   | 1968 OG1     | 25 tháng 7 năm 1968  | Cerro El Roble          | G. A. Plyugin, Yu. A. Belyaev                          |
| 4591 Bryantsev        | 1975 VZ      | 1 tháng 11 năm 1975  | Nauchnij                | T. M. Smirnova                                         |
| 4592 Alkissia         | 1979 SQ11    | 24 tháng 9 năm 1979  | Nauchnij                | N. S. Chernykh                                         |
| 4593 Reipurth         | 1980 FV1     | 16 tháng 3 năm 1980  | La Silla                | C.-I. Lagerkvist                                       |
| 4594 Dashkova         | 1980 KR1     | 17 tháng 5 năm 1980  | Nauchnij                | L. I. Chernykh                                         |
| 4595 Prinz            | 1981 EZ2     | 2 tháng 3 năm 1981   | Siding Spring           | S. J. Bus                                              |
| 4596                  | 1981 QB      | 28 tháng 8 năm 1981  | Palomar                 | C. T. Kowal                                            |
| 4597 Consolmagno      | 1983 UA1     | 30 tháng 10 năm 1983 | Palomar                 | S. J. Bus                                              |
| 4598 Coradini         | 1985 PG1     | 15 tháng 8 năm 1985  | Anderson Mesa           | E. Bowell                                              |
| 4599 Rowan            | 1985 RZ2     | 5 tháng 9 năm 1985   | La Silla                | H. Debehogne                                           |
| 4600 Meadows          | 1985 RE4     | 10 tháng 9 năm 1985  | La Silla                | H. Debehogne                                           |